# جاستن إدواردز
جاستن إدواردز (بالإنجليزية: Justin Edwards)‏ هو فنان قتال مختلط أمريكي، ولد في 26 يناير 1983 في مانسفيلد في الولايات المتحدة.

## وصلات خارجية
- جاستن إدواردز على موقع يو إف سي (الإنجليزية)
- جاستن إدواردز على موقع شيردوغ (الإنجليزية)
- جاستن إدواردز على موقع IMDb (الإنجليزية)